# A Magyar Nép Könyvtára (Minerva Rt.)
A Magyar Nép Könyvtára – a Magyar Nép „olvasóközönségének mulattatására, ismereteinek bővítésére” az előfizetőknek 1923 és 1940 között ingyen megküldött könyvsorozat.

## Szerkesztői, munkatársai, tartalma
Szerkesztője Gyallay Pap Domokos. A 63 kötet jelentős része szórakoztató olvasmány, szépirodalom kortársaktól, ill. magyar klasszikusoktól. A sorozatban kiadták Heltai Gáspár száz fabuláját (Szentimrei Jenő átdolgozásában), Jókai Mór elbeszéléseit, Tompa Mihály elbeszélő költeményeit, Jakab Ödön verseit, továbbá Lampérth Géza, Benedek Elek, Sebesi Samu, Földes Zoltán, Donáth László, Finta Zoltán, Gyallay Pap Domokos válogatott novelláit, Izsák Domokos parasztköltő verseit Tompa László gondozásában.
Külön kötetek a falusi műkedvelőket látták el megfelelő anyaggal. Rajka László és Gyallay Pap Domokos egy-egy szavalókönyvet állított össze, több válogatás jeleneteket, egyfelvonásosokat tartalmazott, a legnépszerűbb azonban a három kiadást megért Csűry Bálint-féle Vőfélykönyv, valamint Vásárhelyi János Hóstáti lakodalma volt. Sikeres kiadványokkal próbálták az egyszerűbb néprétegek általános műveltségét emelni. Benedek Elek a magyarok történelmét, Vathy Elek a magyar szépirodalom történetét írta meg, Bíró Sándor Mátyás királyt, Kovács Dezsőné Petőfit, Balogh Artúr Széchenyit mutatja be kötetében, Tóth István pedig a magyar díszítés alapformáiról állít össze könyvet. Balogh Ernő a levegőről és a természeti jelenségekről ír összefoglalást, Nagy András Jó egészséget c. kötete az egészségügyi, Vásárhelyi János két cikk- és beszédgyűjteménye pedig az erkölcsi nevelést szolgálja. Balogh Artúr a kisebbségi jogról is felvilágosítja olvasóit.
A leggyakorlatiasabb kiadványok a falusi lakosság mindennapi munkáját próbálták korszerűsíteni. A földmérésről, a méhtenyésztésről, a gyógynövényekről (Páter Béla), a konyhakertészetről (Koncz Lajos) kiadott kötetek mellett ki kell emelnünk Cs. Lázár László kétrészes Mezőgazdasági útmutatóját, Szász Ferenc köteteit a kenyérről és a gyümölcstermesztésről, valamint Konopi Kálmán kézikönyvét a búzanemesítésről. A sorozatborítót Szopos Sándor rajzolta.